# Гідрокостюм

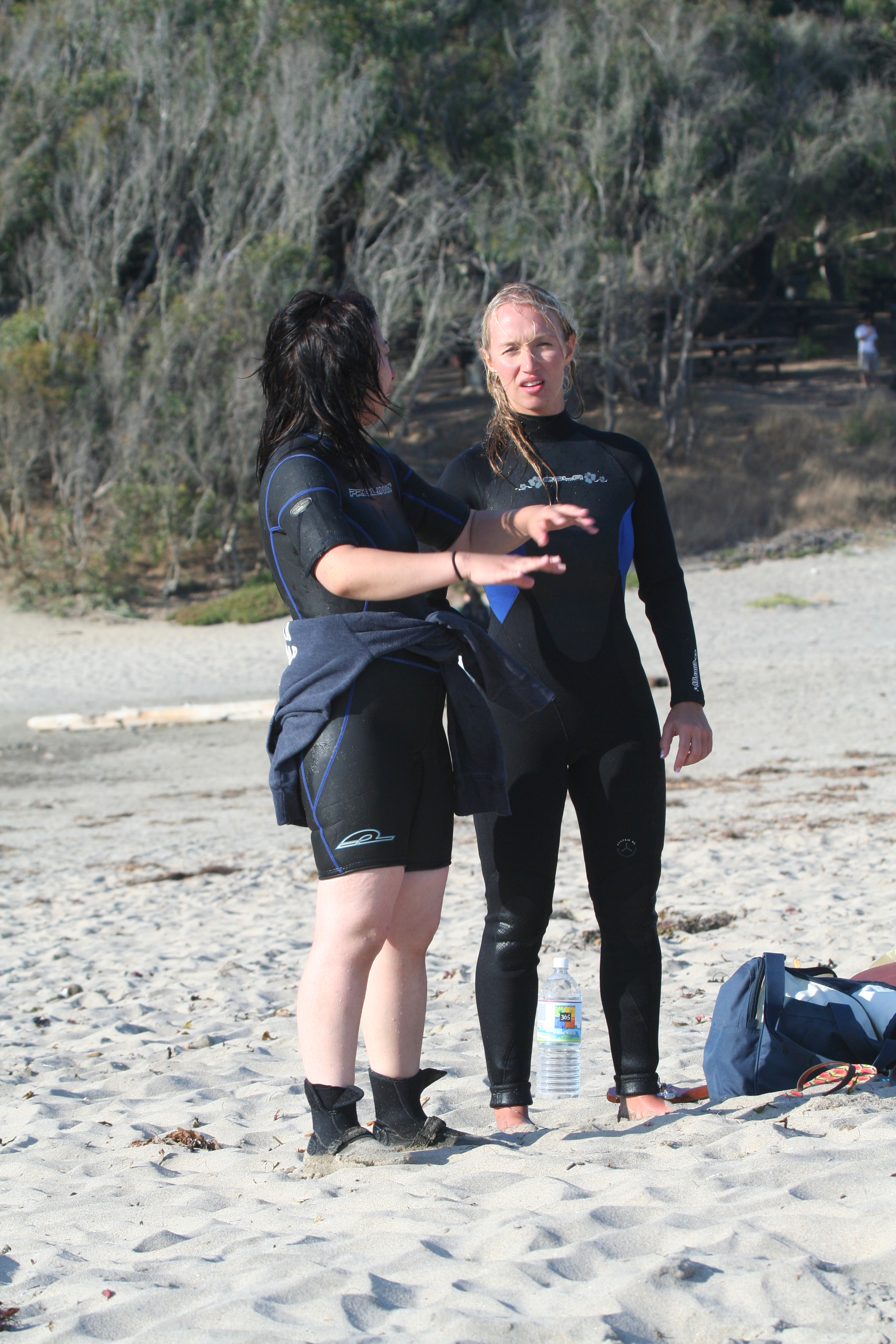
Короткий і довгий гідрокостюми.

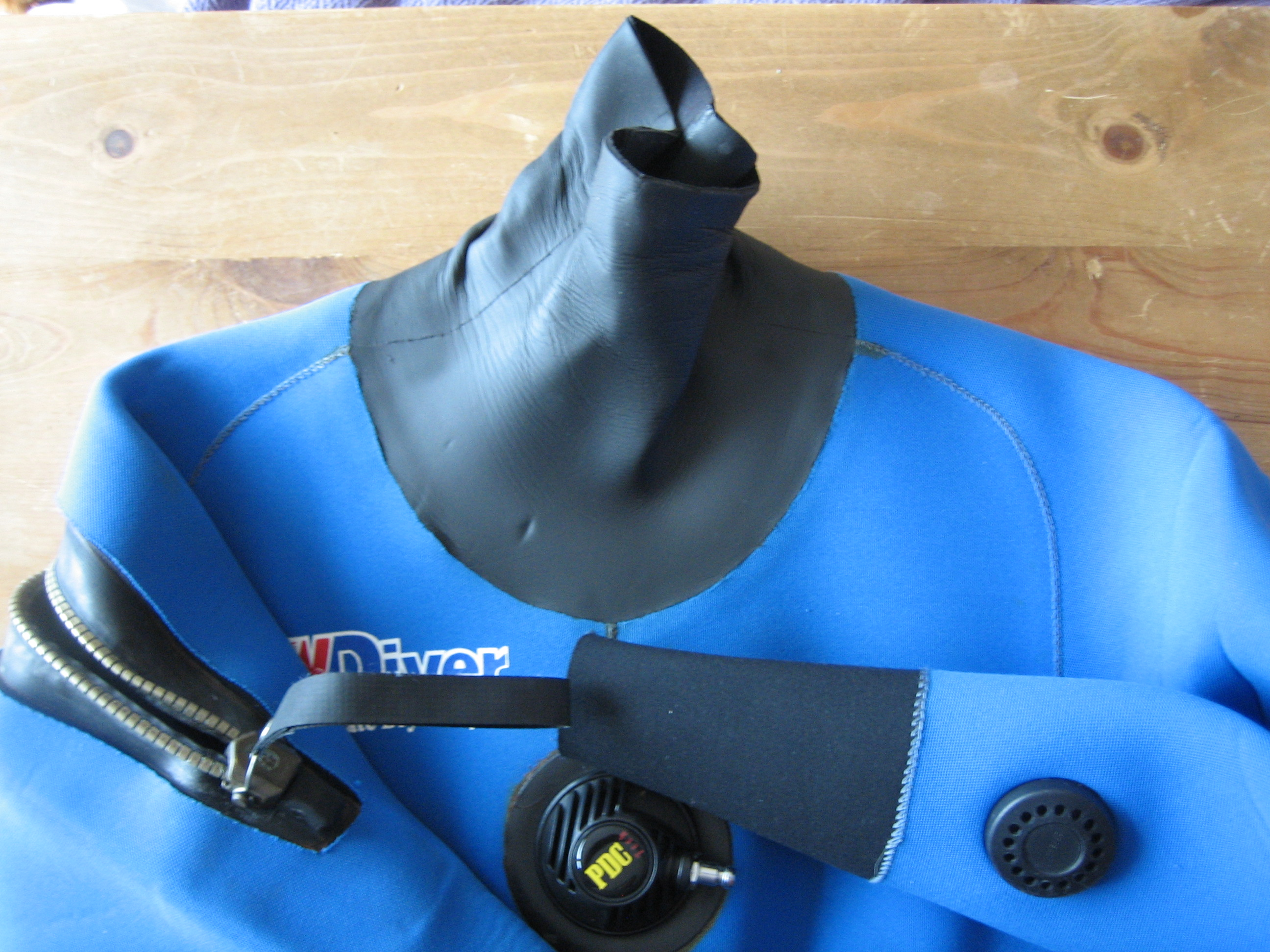
Сухий неопреновий гідрокостюм. Видна водогазонепроникна блискавка.

Гідрокостюм (гідрокомбінезон) — спеціальний одяг, призначений для дайвінгу, підводного полювання, водолазних робіт, серфінгу, віндсерфінгу, кайтсерфінгу, фридайвінгу та інших водних видів спорту.
Призначення: знизити вплив водного середовища на організм людини, забезпечити теплоізоляцію, захист від можливих ушкоджень ділянок тіла.

## Класифікація гідрокостюмів

### За типами
- Сухі гідрокостюми. Як випливає з назви, костюми даного класу майже не пропускають воду всередину. Даний ефект досягається за рахунок використання ущільнюючих манжет (обтюрації) на руках і шиї і водогазонепроникних застібок «блискавок». Раніше сухі костюми складалися з двох частин, верхньої та нижньої; для ущільнення місць з'єднання в них використовувався гумовий клей, гумові пояса і різні способи з'єднання частин костюма. Можуть виготовлятися з тріламіната (мембранні) або неопрена.
- Мокрі гідрокостюми. Виготовляються з неопрена (спіненої гуми). Із самої назви випливає, що вода під костюм потрапляє, але, потрапивши туди спочатку, вона надалі вже майже не виходить. Термоізоляцію забезпечує сам матеріал костюма, завдяки наявності пухирців повітря. Важливо розуміти, що вода, що потрапила під костюм, теплоізолятором, звичайно, бути не може. Чим краще «сидить» костюм, тим менше циркуляція води під ним, тим менше тепла тіла витрачається на нагрівання нової, холодної, порції води.
- Напівсухі гідрокостюми. Проміжний клас костюмів: не дивлячись на наявність ущільнень, вода в підкостюмний простір може проникати (якщо в нього проникає повітря), але в меншій кількості, а при щільному приляганні костюма вода практично не надходить, за рахунок чого підвищуються теплоізоляційні властивості.

### По крою
Костюми поділяються за типами залежно від крою:
- Гідрокостюми з короткими руками і ногами (шорті, від англ. shorty, «коротуни») — мокрі, 1-3 мм завтовшки
- Гідрокостюми з повністю довгими руками і ногами — сухі гідрокостюми зроблені саме так
- Гідрокостюми з довгими ногами і короткими руками (або відстібаючимися рукавами)

До будь-якого з цих типів гідрокостюмів може додаватися як окремий шолом, так і вклеєний в куртку.

### За призначенням
Гідрокостюми розрізняються по товщині матеріалу (зазвичай неопрен, для виготовлення сухих костюмів також використовується тріламінат і прогумована тканина) з якого вони виготовлені, яка вимірюється в мм, найтонші гідрокостюми — 1 мм.

#### Для підводних занурень
Для підводних занурень використовуються костюми різної товщини, яка залежить від умов занурення: в теплій воді використовуються костюми товщиною 3-5 мм, а в холодній — до 11 мм. Однак необхідно враховувати той факт, що при збільшенні глибини неопренові костюми, під впливом зовнішнього тиску, стають тоншими, в результаті чого погіршується теплоізоляція і зменшується власна плавучість костюма, недолік якої треба компенсувати за рахунок піддуву жилета. Сухі костюми позбавлені від перерахованих вище недоліків, однак вимагають піддуву повітря (або аргону) в підкостюмний простір для компенсації обтиску.

#### Дляпідводного полювання

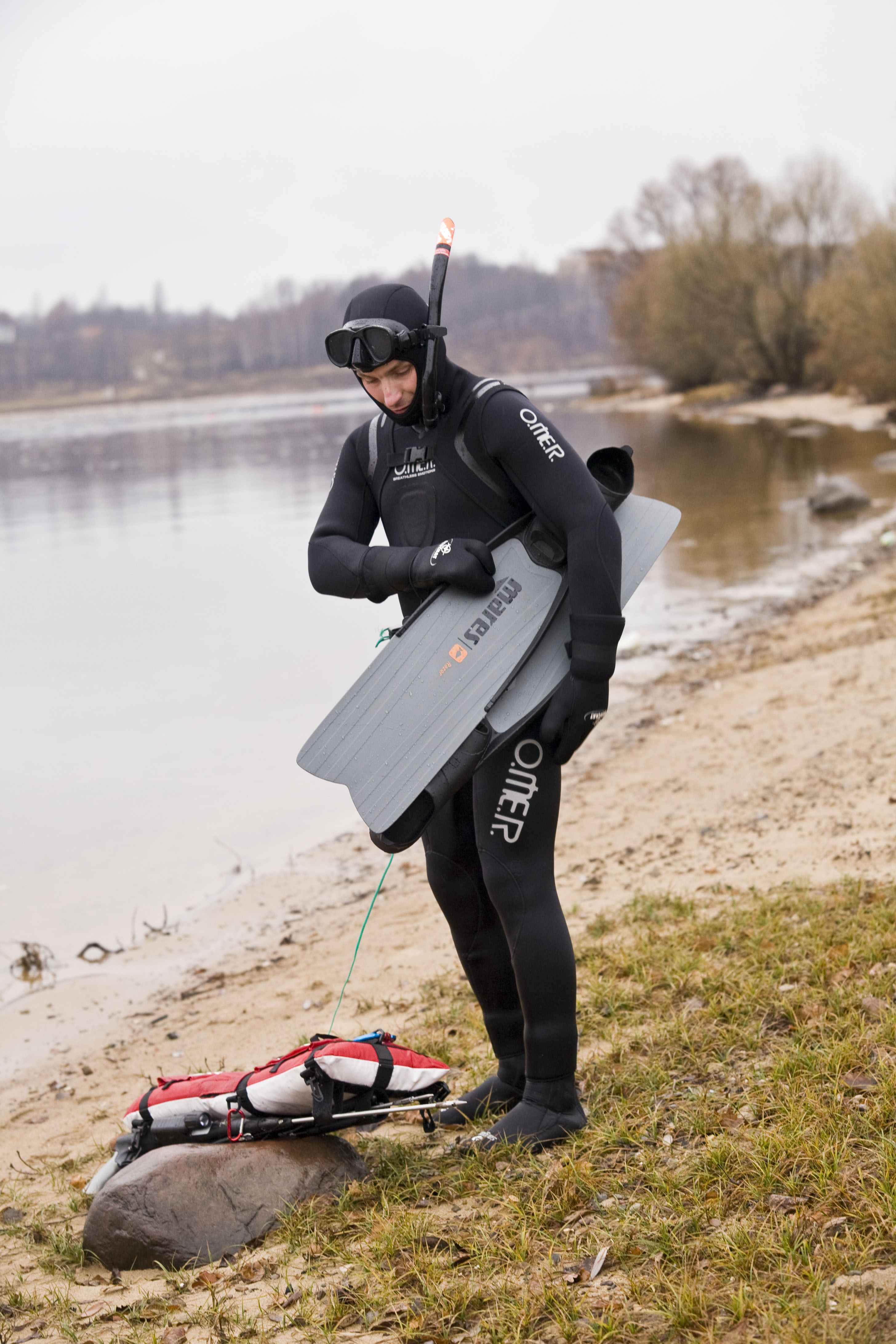
Гідрокостюм для підводного полювання

Використовуються мокрі костюми типу «відкрита пора»: Внутрішня сторона таких костюмів складається з безлічі маленьких присосок (половинок бульбашок), при надяганні матеріал буквально прилипає до тіла плавця і стає «другою шкірою». Звідси і їх назва — «відкрита пора». Матеріал, з якого виготовляються мокрі гідрокостюми, складається з неопренової піни. Відмінність від звичайної губки полягає в тому, що бульбашки в такому матеріалі не з'єднані один з одним, завдяки цьому матеріал не вбирає воду. «Ізольовані» бульбашки в структурі матеріалу містять азот або повітря, які є хорошими теплоизоляторами. Цим пояснюється те, що мокрі гідрокостюми володіють позитивною плавучістю. 

Мисливські гідрокостюми складаються з двох частин, високих штанів (Long John) і куртки, це дозволяє відмовитися від самого «уразливого» для води елемента — блискавки. Залежно від температури води підбирається товщина гідрокостюма. Якщо її неправильно підібрати, то можна замерзнути, або перегрітися, що також дуже небезпечно. Так, для підводного полювання в теплих морях при температурі води +25 градусів вибираються 3-х міліметрові гідрокостюми. Для занурення в воду влітку в середній смузі використовуються 5-ти міліметрові костюми. Для холодної води вибираються гідрокостюми товщиною 7 мм і більше.
Орієнтовна залежність температури води і товщини костюма для комфортного занурення:
| Температура води | Товщина гідрокостюма |
| ---------------- | -------------------- |
| 4—12 °C          | 9-10 мм              |
| 10—18 °C         | 7 мм                 |
| 17—23 °C         | 5 мм                 |
| 24 °C и вище     | 3 мм                 |

Таблиця є зразковою, тому що у всіх людей різна чутливість до температурного режиму. Якщо одному буде комфортно в 5 мм костюмі при температурі води 15 градусів, то іншому і в 7 мм костюмі може «підмерзати». 

#### Дляфридайвінгу
Використовуються мокрі костюми типу «відкрита пора» із зовнішнім покриттям мінімізують тертя об воду для зменшення споживання м'язами кисню. Застосовується полірований неопрен, «акуляча шкіра». У плечовій області покрій передбачає вільне підняття рук. Типова товщина костюма 3-5 мм.

#### Для різних видів серфінгу

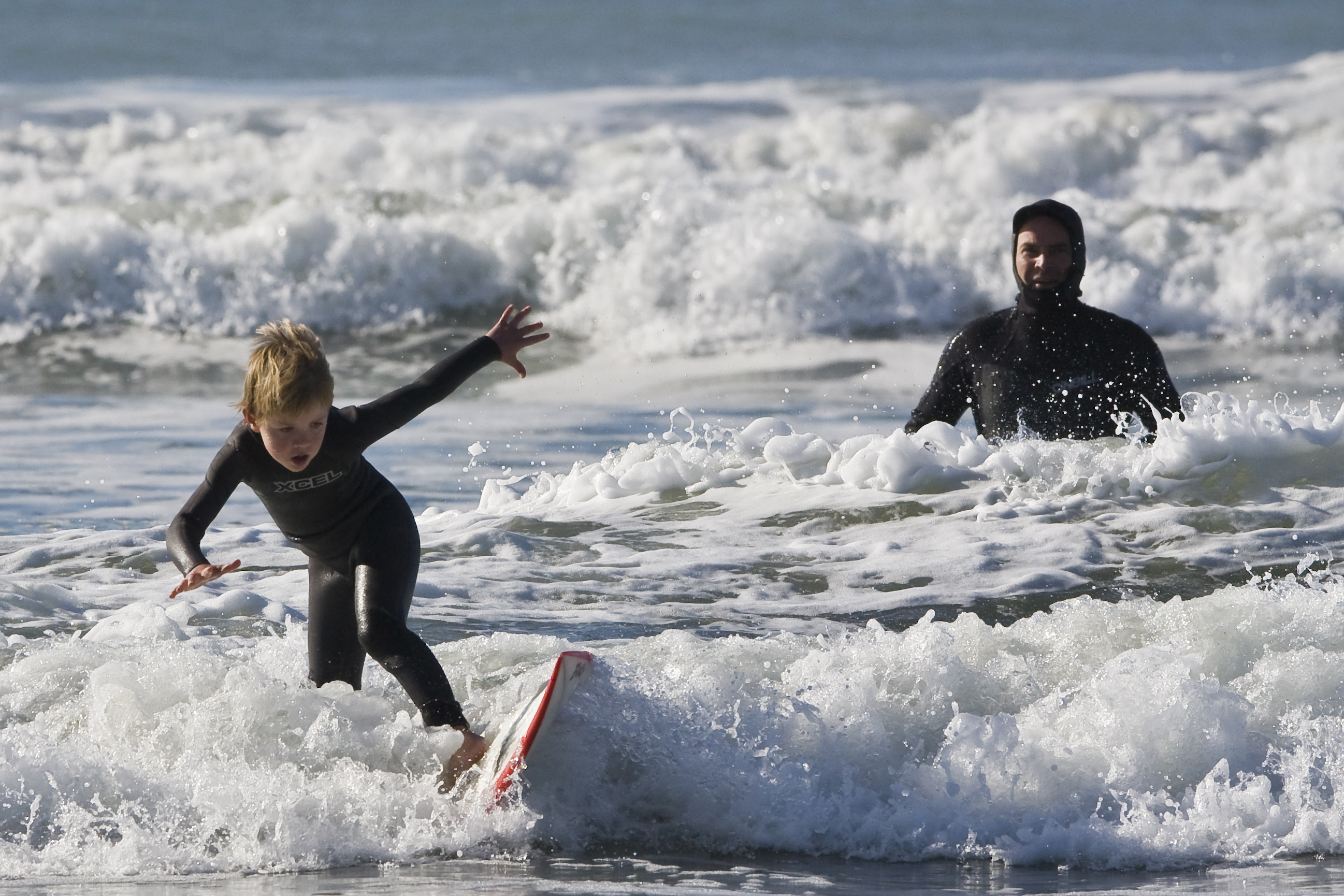
Морро-Бей, Каліфорнія: батько і син — серфінгісти в гідрокостюмах.

Для віндсерфінга найбільш часто використовуються мокрі або напівсухі костюми. 1-5 мм завтовшки. Найпоширенішими є: 2 мм короткі руки і ноги або 3/4 мм короткі руки і довгі ноги. В деяких випадках товщина може бути комбінована (в місцях з активним рухом: під колінами, під пахвами, на ліктях, внутрішня частина стегна) роблять вставки з більш тонкого матеріалу. Тоді вказується мінімальна і максимальна товщина, наприклад 2/3 мм або 3/4 мм. Крім того, гідрокостюми, зроблені спеціально для віндсерфінгу, прогумовані на колінах, щоб дати додатковий захист від ушкоджень костюма.